# Calle de Bueno Monreal
La calle de Bueno Monreal es una vía pública de la ciudad española de Vitoria.

## Descripción
La vía nace de la calle de San Ildefonso y llega hasta el cantón de Santa María, donde conecta con la calle del Cubo. Recibió en agosto de 1867 el título de «calle del Molino de San Ildefonso», bajo el que aparece descrita en la Guía de Vitoria (1901) de José Colá y Goiti:

Calle del Molino de San Ildefonso.—Nombre primitivo. Se le dió este título en 21 de agosto de 1867 y antes era parte de la calle de la Cruz ó Barrio de Santo Domingo, que existía ya en el siglo XIII. Principia en la calle de San Ildefonso y concluye en el portal de Urbina.
(Colá y Goiti, 1901, p. 44)

Honra con su nombre actual, otorgado en agosto de 1959, a José María Bueno Monreal (1904-1987), obispo de la diócesis de Vitoria entre 1950 y 1954.